# Nicola Ciacci
Nicola Ciacci (ur. 7 lipca 1982 w San Marino) – sanmaryński piłkarz występujący na pozycji pomocnika lub napastnika, reprezentant San Marino w latach 2003–2011.

## Kariera klubowa
Ciacci występował w sanmaryńskich klubach SS Pennarossa (mistrzostwo i Superpuchar San Marino) i Serenissima Juvenes Dogana oraz we włoskich zespołach Polisportiva Forsempronese, Belligotti Calcio Pesaro, Lunano Calcio i US Badia Tedalda.

## Kariera reprezentacyjna
W reprezentacji San Marino zadebiutował 20 sierpnia 2003 w meczu towarzyskim z Liechtensteinem (2:2), w którym zdobył gola. Łącznie w latach 2003–2011 w drużynie narodowej rozegrał 17 meczów, strzelając 1 bramkę.

### Bramki w reprezentacji
| Lp. | Data             | Miejsce                  | Przeciwnik    | Bramka | Rezultat | Ranga meczu     |
| --- | ---------------- | ------------------------ | ------------- | ------ | -------- | --------------- |
| 1.  | 20 sierpnia 2003 | Rheinpark Stadion, Vaduz | Liechtenstein | 2:2    | 2:2      | Mecz towarzyski |

## Sukcesy
SS Pennarossa
- mistrzostwo San Marino: 2003/04[1]
- Superpuchar San Marino: 2003